# Kazachstania humatica
Kazachstania humatica är en svampart som först beskrevs av Mikata & Ued.-Nishim., och fick sitt nu gällande namn av Kurtzman 2003. Kazachstania humatica ingår i släktet Kazachstania och familjen Saccharomycetaceae.   Inga underarter finns listade i Catalogue of Life.